# 蘑菇气镇
磨菇气镇，是中华人民共和国内蒙古自治区呼伦贝尔市扎兰屯市下辖的一个乡镇级行政单位。

## 行政区划
磨菇气镇下辖以下地区：
利民社区、团结社区、蘑菇气村、凤凰窝村、兴隆沟村、太平沟村、杨树沟村、三合村、东风村、惠风川村、爱国村、先锋村、南平村、北安村、中宁村、宫家街村、苇莲河村、炕沿山村、野马河村、湾龙沟村和东明村。